# Маріано Рівера Пас
Маріано Рівера Пас (24 грудня 1804 — 26 лютого 1849) — перший президент Гватемали у 1839–1844 роках.